# L'Amour Toujours
»L'amour toujours« (još zvana »I'll Fly with You«) je dance pjesma talijanskog DJ-a Gigija D'Agostina. Pjesma je objavljena u američkim klubovima i radijima u srpnju 2001. godine. U Europi je pjesma objavljena u listopadu 2001. U ljeto 2001. pjesma je postala iznimno popularna na američkoj rave sceni. Pjesma je imala veliki uspjeh u Europi, Južnoj Americi i cijeloj Aziji.
Naslov »L'amour toujours« na francuskom znači »ljubav uvijek«. Međutim, pjesma je zabilježena u cijelosti na engleskom, a sam naslov se ne pojavljuje u stihovima. Glazbeni video za pjesmu sadrži snimke preuzete s nastupa Gigij D'Agostina u cijeloj Europi.

## Verzije
CD EP
1. »L'Amour Toujours (L'Amour Vision)« - 6:54
2. »Un Giorno Credi (Gigidagostino.com)« - 8:05
3. »L'Amour Toujours (Gigidagostino.com)« - 7:58

12" Vinyl EP
1. »L'Amour Toujours (L'Amour Vision)« - 8:45
2. »Un Giorno Credi (Gigidagostino.com)« - 8:51
3. »L'Amour Toujours (Gigidagostino.com)« - 8:35
4. »Musikakeparla« - 6:55

CD Maxi
1. »L'Amour Toujours (Small Mix)« - 4:00
2. »L'Amour Toujours (Tanzen Remix)« - 6:58
3. »L'Amour Toujours (L'Amour Vision)« - 8:45
4. »L'Amour Toujours (Cielo Mix)« - 8:52
5. »L'Amour Toujours (Gigidagostino.com Mix)« - 8:35

CD single with Another Way
1. »L'Amour Toujours (I'll Fly With You) (Reverend 2K Radio Edit)« - 3:48
2. »L'Amour Toujours (I'll Fly With You) (Original Mix)« - 6:57
3. »L'Amour Toujours (I'll Fly With You) (Johnny Vicious Remix)« - 10:34
4. »L'Amour Toujours (I'll Fly With You) (Tecno Fez Remix)« - 6:58
5. »Another Way (Reverend 2K Radio Edit)« - 3:28
6. »Another Way (Original)« - 6:03
7. »Another Way (Tecno Fez Remix)« - 6:15

Druge verzije
- »L'Amour Toujours (I Wish Real Peace)« - 6:00
- »L'Amour Toujours (Forte Forte)« - 7:13